# Ryota Nagaki
Ryota Nagaki (Yokohama, 4 de junho de 1988) é um futebolista profissional japonês que atua como defensor.

## Carreira
Ryota Nagaki começou a carreira no Shonan Bellmare.